# 樋口恵子 (政治家)
樋口 恵子（ひぐち けいこ、1951年 - 2023年9月15日）は日本の政治家、障害者運動の社会活動家、著作家である。

## 来歴
1951年、高知県安芸市生まれ。1歳半で脊椎カリエスを罹患し、中学時代は寝たきり状態の中で施設での生活を体験する。安芸高校の商業科を卒業。このころ、後のパートナーである近藤秀夫に出会う。
1972年、近藤と結婚した。埼玉県へ移り、近藤と生活しつつ高千穂商科大学で会計学を専攻する。卒業後は東京都町田市で障害者の訪問介護事業に携わる。
1984年、ダスキンの「障害者リーダー育成海外研修派遣事業」の研修生としてアメリカにわたる。カリフォルニア州バークレーの自立生活センターで身体障害者や知的障害者の当事者運動を学ぶ。
帰国後の1986年、東京都八王子市のヒューマンケア協会の設立に参加。ヒューマンケア協会は日本の自立生活運動の草分けの団体である。同年にはDPI女性障害者ネットワークの立ち上げにも参加した。1989年、東京都町田市で自立生活センターの町田ヒューマンネットワークの創設に加わり、1991年、全国自立生活センター協議会（JIL）の立ち上げに参加して副代表に就任した。
1994年、町田市議会議員になる（無所属）。町田市初の女性の障害者議員となり、1期務めた。1995年には全国自立生活センター協議会の代表に就任。
2001年には民主党から第19回参議院議員通常選挙の全国比例区へ立候補するも落選する。同年、厚生労働省設置の「障害者ケアマネジメント体制整備検討委員会」の委員として活動した。
2007年、都知事選に挑戦した浅野史郎、参議院選に挑戦した金政玉の支援活動を行う。同年、安芸市に転居。
2011年、安芸市でNPO法人障害者自立生活センター「土佐の太平洋高気圧」を近藤と共に設立して理事長に。ヘルパー事業所「ヒューマンケア・安芸」も設立した。現在も安芸市に在住している。
2023年9月15日、死去。享年72。現代書館が報じた。
なお、評論家の樋口恵子とは同姓同名の別人。
出典。

## 著書
- 「エンジョイ自立生活 障害を最高の恵みとして」（現代書館、1997年）ISBN 9784768434086
- 全国自立生活センター協議会 (編集)「自立生活運動と障害文化―当事者からの福祉論」（現代書館、2001年）に寄稿[5]。ISBN 9784768434260
- 「父83歳、ボケからの生還」（現代書館、2004年）ISBN 9784768434390